# Робстаун (Тексас)
Робстаун (енгл. Robstown) град је у америчкој савезној држави Тексас. По попису становништва из 2010. у њему је живело 11.487 становника.

## Демографија
Према попису становништва из 2010. у граду је живело 11.487 становника, што је 1.240 (9,7%) становника мање него 2000. године.
| Група             | 2000.          | 2010.          |
| Белци             | 617 (4,8%)     | 568 (4,9%)     |
| Афроамериканци    | 180 (1,4%)     | 181 (1,6%)     |
| Азијати           | 19 (0,1%)      | 20 (0,2%)      |
| Хиспаноамериканци | 11.848 (93,1%) | 10.752 (93,6%) |
| Укупно            | 12.727         | 11.487         |